# Обухово (Масловское сельское поселение)
Обухово — деревня в Торжокском районе Тверской области России. Входит в Масловское сельское поселение.

## География
Протекает речка Райчона. 

## Население
| 1996 | 2002 | 2008 | 2010 |
| ---- | ---- | ---- | ---- |
| 8    | ↗9   | ↗11  | ↗12  |

## Инфраструктура
Личное подсобное хозяйство. Почтовое отделение, расположенное в селе Ладьино, обслуживает в деревне Обухово около 80 домовладений.

## Транспорт
Просёлочная дорога проходит через центр деревни. 